# Isoneuromyia mimula
Isoneuromyia mimula är en tvåvingeart som beskrevs av Oskar Augustus Johannsen 1910. Isoneuromyia mimula ingår i släktet Isoneuromyia och familjen platthornsmyggor.
Artens utbredningsområde är North Carolina. Inga underarter finns listade i Catalogue of Life.